# 이부리국

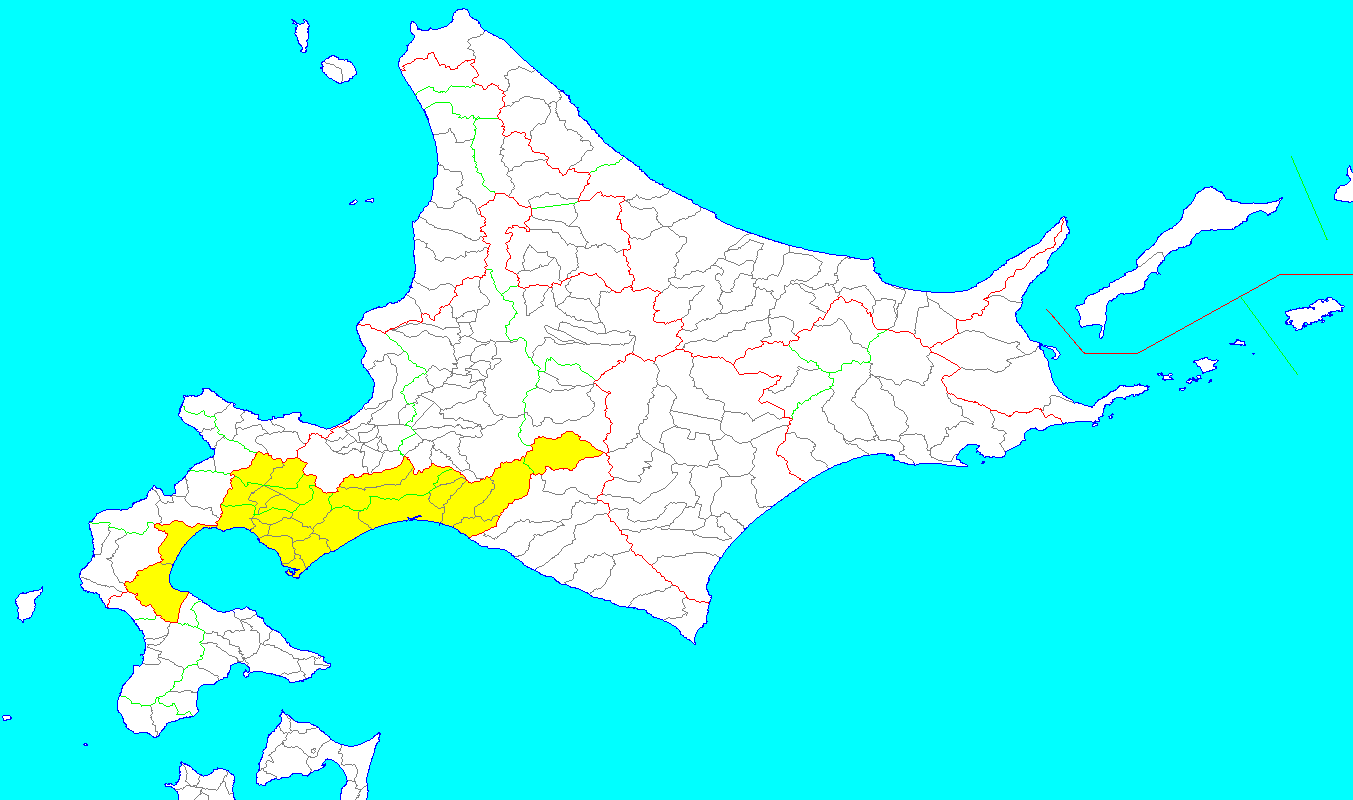
이부리 국의 위치 (1869년 경)

이부리국(일본어: 胆振国 이부리노쿠니[*])는 메이지 시대에 홋카이도에 설치되었던 일본의 구니이다. 현재의 이부리 지청 전역, 오시마 지청의 오사만베정, 야쿠모정 일부, 시리베시 지청의 지토세시, 에니와시, 가미가와 지청의 시무캇푸촌에 해당한다.